# پاتو زمین نذار
پاتو زمین نذار فیلمی به کارگردانی ایرج قادری محصول سال ۱۳۸۷ است. این فیلم راجع به مردی متمول (ایرج قادری) است که صاحب یک کارخانه‌است. در پی آشنایی با یک زن اتفاقاتی برایش می‌افتد که زندگی‌اش را دگرگون می‌کند.
در این فیلم علاوه بر ایرج قادری، مهرانه مهین ترابی، شیلا خداداد و مهدی سلوکی نیز ایفای نقش می‌کنند.

## خلاصه داستان
پاشا پاییزان مرد متاهل و میانسالی است که در زندگی شخصی و خانوادگی خود دچار کمبود‌هایی است و همواره احساس تنهایی می‌کند. پاشا طی اتفاقی با زن جوان و جذابی به نام لیلی آشنا می‌شود و به سرعت دلباخته او می‌شود. لیلی که از همسرش جدا شده است و می‌خواهد یک سایه ‌سر داشته باشد با پاشا ازدواج می‌کند...

## بازیگران
- ایرج قادری
- شیلا خداداد
- مهرانه مهین ترابی
- مهدی سلوکی
- میرطاهر مظلومی
- سحر ریحانی
- حشمت آرمیده
- شهرام تیموریان
- فرخنده فرمانی‌زاده
- محمدرضا شکری
- سعید غفاری
- مهدی طهرانی
- علی رفیعی
- علی گرجی